# Мураторіїв канон

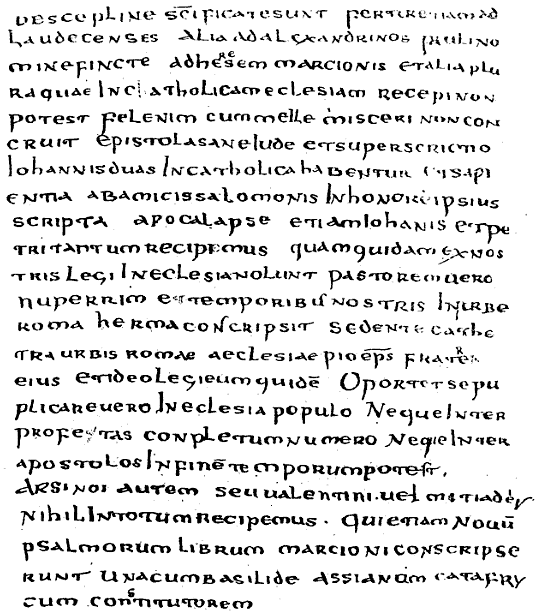
Остання сторінка Мураторієвого канону, опублікована в 1868 році

Мураторіїв канон (лат. Canon Muratorianus) — латинський переклад найдавнішого переліку книг Нового Заповіту, що зберігся в рукописному кодексі VII—VIII ст. Судячи з того, що про понтифікат папи  Пія I (142—157 рр.) автор говорить як про недавню подію, оригінальний перелік грецькою мовою, очевидно, був складений не пізніше 170 року.
Автор переліку (можливо, Іполит Римський) сприймає за канонічні чотири Євангелія, Діяння апостолів і 13 послань Павла (крім Послання до Євреїв), ще три послання апостолів, не названих на ім'я, а також Апокаліпсиси Іоанна та Апокаліпсис Петра (хоча останній, за словами автора, деякі не дозволяють читати в церкві). «Пастир Герми» відкидається ним як апокриф.
Список в копії з VIII століття, початок якого втрачено (але в якому, судячи з контексту, там перераховувалися перші два євангелія, від Матвія та Марка), був виявлений бібліотеці абатства Боббіо істориком Лудовіко Антоніо Мураторі, коли той вчився у докторантурі при Амброзіанській бібліотеці. Рукопис був вперше опублікований в 1740 році. Завдяки Мураторієвому канону можна визначити, які книги Нового Заповіту сприймалися за канонічні християнами Італії в 2-й пол. II століття.